# Germinal (urugvajski tjednik)
Germinal je bio urugvajski tjednik. Tiskao se u cijelom formatu (broadsheet). Izlazio je od 1921. do 1931. godine u Montevideu, kada je bio pripojen drugim dnevnim novinama El Sol kao dodatni prilog.
Tjednik je bio glasilo Urugvajske socijalističke stranke. Surađivale su sa sestrinskim novinama Naujoji Banga koje su izdavali socijalistički opredijeljeni Litavci u Urugvaju.